# Елегантността на таралежа
„Елегантността на таралежа“ е вторият роман на Мюриел Барбери, публикуван през 2006 г. от издателство „Gallimard“. Книгата спечелва множество награди, между които и „Наградата на книжарниците“ през 2007 – Франция.

## Резюме
Независимо че е много надарена и притежава огромна обща култура, самоука, посещавайки често библиотеките, Рьоне, петдесет и четири годишна, решава да живее скрита зад външния вид на глуповата и нецивилизована портиерка, която обитателите на улица „Грьонел“ 7 смятат, че познават. И така, в нелегалност тя чете Пруст, котката ѝ се казва Леон в чест на Толстой и заема философски книги от кварталната университетска библиотека. Нито един от богаташите не трябва да знае, че зад вида ѝ на груба портиерка се крие една брилянтна интелигентност и културна личност.
Палома, 12-годишна, сияеща и неподчинена, живее също на ул. „Грьонел“ 7. Тя отрича света на възрастните, който сравнява с буркан с червени рибки, пълен с безсмислици и преструвки. Ето защо тя е взела решение: в края на учебната година, когато ще навърши 13, ще се самоубие и ще подпали семейното жилище.
Но обрати настъпват, когато, след като известният кулинарен критик от кооперацията умира, неговият апартамент е купен от Какуро Озу. Той е начетен японец и далечен роднина на Ясуширо Озу (който е режисьор и Рьоне го обожава). В екип с малката Палома, те умело разкриват скритата самоличност на портиерката. Озу кани Рьоне на вечеря и заедно откриват колко са близки техните вкусове (руска литература).

## Успехи на книжния пазар
Независимо че критиците слабо се интересуват отначало от творбата, романът е издателската изненада за 2006 г. Всъщност той е преиздаван 30 пъти и към август 2006 г. вече се слави с повече от един милион продадени екземпляра, заемайки първото място по продажби 30 поредни седмици. Романът е преведен на 34 езика. През 2009 г. книгата на Мюриел Барбери остава все още класирана измежду петдесетте най-добре продавани се романи.
Творбата не познава много реклама и единствения начин по който постига този зрелищен успех се основава на препоръки между читатели.
Три години след издаването си, романът заема челна позиция в продажбата на книги „джобен формат“ във Франция през лятото на 2009 г.

## Филмова адаптация
Романът служи като база за филмова адаптация през 2008 г. „Таралежът“ е филм на Мона Ашаше. В главните роли играят Жозиан Баласко и Гаранс Льо Гилермик. Филмът излиза на 3 юли 2009 г. във френските кина и отчита повече от 750 000 зрители.